# Monika Sułkowska
Monika Sułkowska (ur. 13 grudnia 1988) – polska dziennikarka i sędzia snookerowa.

## Kariera
W latach 2008–2017 pracowała w Programie III Polskiego Radia. 
Początek jej związku ze snookerem sięga turnieju PTC w Warszawie w 2011 roku, który relacjonowała jako dziennikarka. Rok później ukończyła kursy sędziowskie tej dyscypliny.
Jako sędzia Main Tour debiutowała podczas Gdynia Open w 2014 roku.
W marcu 2020 roku sędziowała swój pierwszy finał turnieju rankingowego (Gibraltar Open).

## Inne
W listopadzie 2017 roku wyjechała na stałe do Londynu celem rozwoju kariery sędziowskiej. Mieszka w dzielnicy Wimbledon.